# Рифмомафия
«Рифмомафия» — альбом российской рэп-группы Легальный Бизне$$, выпущенный в июле 2000 года на лейбле «МиксМедиа» в форматах CD и кассеты. Авторы и исполнители песен альбома — Лигалайз и N’Pans. Также в записи альбома участвовали ДеЦл и Мастер ШеFF.
Песня «Пачка сигарет», записанная на основе композиции Виктора Цоя и группы «Кино» не вошла в трибьюты, посвящённые этой группе — «КИНОпробы» (2000) и «КИНОпробы. Рэп-трибьют» (2010).

## Список композиций
| №   | Название                                                                                                | Текст песни      | Музыка            | Длительность |
| --- | --- | ---------------- | ----------------- | ------------ |
| 1.  | «Легальный Бизне$$»                                                                                     | Лигалайз         | Гуру              | 2:39         |
| 2.  | «Всем Всем» (Backing Vocals — Ирина ("Шмель") Минина)                                                   | Лигалайз         | Гуру, Shooroop    | 3:43         |
| 3.  | «Мелодия Души»                                                                                          | Лигалайз         | Shooroop          | 4:12         |
| 4.  | «Быть С Тобой» (Backing Vocals — Валя (Ground Beat))                                                    | Лигалайз         | Shooroop          | 4:27         |
| 5.  | «Bad B. Альянс» (Rap [Featuring] – ДеЦл Rap [Featuring], Lyrics By [Additional] – Звонкий, Мастер ШеFF) | Лигалайз, N’Pans | Shooroop, DJ L.A. | 4:10         |
| 6.  | «Freestyle 3»                                                                                           | Лигалайз, N’Pans | DJ Tonik          | 1:39         |
| 7.  | «Мы Хотим Сегодня» (Rap [Featuring] – ДеЦл)                                                             | Лигалайз         | Shooroop          | 3:31         |
| 8.  | «Рифмомафия» (Rap [Featuring], Lyrics By [Additional] – Мастер ШеFF)                                    | Лигалайз         | Гуру              | 3:26         |
| 9.  | «Пачка Сигарет» (Written-By – Виктор Цой)                                                               | Лигалайз         | Shooroop, DJ L.A. | 3:47         |
| 10. | «Этим Вечером» (Backing Vocals – Ирина ("Шмель") Минина)                                                | Лигалайз         | Гуру              | 4:08         |
| 11. | «Freestyle 2»                                                                                           | Лигалайз, N’Pans | DJ Tonik          | 3:25         |
| 12. | «Настоящий Хип-Хоп»                                                                                     | Лигалайз         | Лигалайз          | 4:36         |
| 13. | «Своими Словами» (Backing Vocals – Карина)                                                              | N’Pans           | G-Child           | 3:28         |
| 14. | «Кто Такой MC»                                                                                          | Лигалайз         | DJ Tonik          | 3:52         |
| 15. | «Она Знает»                                                                                             | Лигалайз         | Shooroop, DJ L.A. | 3:39         |
| 16. | «В Чём Дело!?»                                                                                          | Лигалайз, N’Pans | DJ Tonik, 8807    | 4:03         |
| 17. | «Freestyle 1»                                                                                           | Лигалайз, N’Pans | DJ Tonik          | 2:12         |

## История релиза
| Регион | Дата      | Лейбл      | Формат    |
| ------ | --------- | ---------- | --------- |
| Россия | Июль 2000 | Микс Медиа | CD, Album |

## Об альбоме
- Лейбл: музыкальное издательство «Студия Миксмедиа»
- Запись, сведение и мастеринг: Shooroop на студии «Тон-ателье №1» в телецентре «Останкино»
- Идея оформления, дизайн и компьютерная графика: Андрей «Nightmare Gr.» Скучалин, Союзdesign
- Продюсер: Vlad Valov
- Фотография: Василий Кудрявцев, Сергей Согрин

Использованные семплы
- «Мелодия души»: Level 42 — «Leaving me now» (1985)
- «Быть с тобою»: Rufus & Chaka Khan — «Ain’t nobody» (1983)
- «Bad B. Альянс»: Gene Chandler — «Tomorrow I may not feel the same» (1978), Fred Wesley and The J.B.'s — «Blow your head» (1974)
- «Мы хотим сегодня»: Александр Барыкин — «Программа передач на завтра» (1986)
- «Пачка сигарет»: Кино — «Пачка сигарет» (1989)
- «Настоящий хип-хоп»: ВИА Красные маки — «Давай попробуем вернуть» (1979)
- «Она знает…»: ВИА Самоцветы — «Всё, что в жизни есть у меня» (1977)